# John Jughead
John Pierce, meglio noto come John Jughead o semplicemente Jughead (Chicago, 21 febbraio 1967) è un chitarrista statunitense, noto soprattutto per aver fondato nel 1986 il gruppo punk Screeching Weasel, insieme a Ben Weasel, Danny Vapid e Dan Panic.
È stato chitarrista della band fino al suo scioglimento, avvenuto nel 2001. Si è diplomato nel 1985 alla John Hersey High School nel 1985 e laureato nel 1992 al Columbia College.
Nel 1997 ha formato i The Mopes insieme a Dan Vapid e Dan Panic. Con questa band ha pubblicato un album studio e un EP.
Nel 2002 Jughead ha formato la pop punk band acustica Even in Blackouts, con la quale ha registrato quattro album e un EP.
Pierson è anche uno scrittore di commedie e scrive generalmente con lo pseudonimo Ian Pierce. Ha formato una sua compagnia teatrale nel 1990, chiamandola Hope And Nonthings e ha prodotto dieci commedie prima di unirsi alla compagnia  Neo-Futurists.

## Discografia

### Con gli Screeching Weasel

#### Album di studio
- 1987 - Screeching Weasel
- 1988 - Boogadaboogadaboogada!
- 1991 - My Brain Hurts
- 1992 - Ramones
- 1993 - Wiggle
- 1993 - Anthem for a New Tomorrow
- 1994 - How to Make Enemies and Irritate People
- 1996 - Bark like a Dog
- 1998 - Television City Dream
- 1999 - Emo
- 2000 - Teen Punks in Heat
- 2011 - First World Manifesto

### Con gli Even in Blackouts

#### Album di studio
- 2002 - Myths and Imaginary Magicians
- 2005 - Zeitgeist's Echo
- 2006 - The Fall of the House of Even
- 2009 - Thresholds from the Basement

#### EP
- 2003 - Foreshadows on the Wall

### Con i The Mope

#### Album di studio
- 1999 - Accident Waiting to Happen

#### EP
- 1998 - Low Down Two-Bit Sidewinder!